# Романо-Канавезе
Романо-Канавезе (італ. Romano Canavese, п'єм. Roman) — муніципалітет в Італії, у регіоні П'ємонт,  метрополійне місто Турин.
Романо-Канавезе розташоване на відстані близько 540 км на північний захід від Рима, 39 км на північ від Турина.
Населення — 2746 осіб (2014).
Щорічний фестиваль відбувається першої неділі вересня. Покровитель — San Prospero.

## Демографія
Населення за роками:

Станом на 1 січня 2023 року в муніципалітеті офіційно проживало 135 іноземців з 26 країн, серед них 78 громадян країн Євросоюзу та 2 громадяни України.

## Сусідні муніципалітети
- Івреа
- Мерченаско
- Павоне-Канавезе
- Пероза-Канавезе
- Скарманьйо
- Страмбіно